# Herman Murray
Herman Murray   (Quebec, 12 de maig de 1909 - Montreal, 27 de novembre de 1998) va ser un jugador d'hoquei sobre gel quebequès que va competir durant la dècada del 1930.
El 1936 va prendre part en els Jocs Olímpics de Garmisch-Partenkirchen, on guanyà la medalla de plata en la competició d'hoquei sobre gel. Amb el Royal Montreal Hockey Club guanyà l'Allan Cup de 1939.